# Herluf Børgesen Trolle
Herluf Børgesen Trolle (* 1716; † 19. Februar 1770 in Kopenhagen) war ein königlich dänischer Oberst und Kammerherr und zuletzt Chef des dänischen Leibregiments.

## Leben
Seine Eltern waren Börge Trolle (1675–1739) und dessen Ehefrau Charlotte Amalie von Rosenkrantz (1688–1722).
Er wurde am 17. Januar 1729 Landkadett und am 25. Februar 1733 Fähnrich im Südjütländischen National Infanterie-Regiment. Am 6. Mai 1737 erhielt er den Charakter eines Premier-Lieutenants. Bereits am 11. November 1737 wurde er Hauptmann und Kompaniechef. Am 10. März 1747 wurde er in das Infanterie-Regiment Falster versetzt. Am 28. Oktober 1749 erhielt er den Charakter eines Majors, am 5. Oktober 1754 wurde er Seconde-Major mit Patent vom 18. September 1754. Zwei Jahre später, am 20. Oktober 1756, erhielt er den Charakter eines Oberstleutnants. Am 8. Juli 1761 wurde er in das Fünische National Infanterie-Regiment versetzt. Am 16. Oktober 1763 wurde er Kommandeur des 1. Bataillon des Regiments und erhielt dafür 895 Reichstaler. Am 19. Februar 1764 wurde er wirklicher Oberst und Chef des Delmenhorster Infanterie-Regiments, zudem wurde er 1766 dänischer Kammerherr. Am 21. Juni 1769 wurde er zum Chef des Leibregiments ernannt. Er starb am 19. Februar 1770 in Kopenhagen und wurde in der Holmen Kirche begraben.

## Familie
Er war mit Anna von Gersdorff-Trolle (* 1724; † 9. April 1761) verheiratet, sie war die Tochter von Christian Friedrich von Gersdorff (1697–1759) und dessen erster Ehefrau Anne von Trolle-Holck (1700–1728). Das Paar hatte wenigstens einen Sohn:
- Frederik Christian  (* 30. August 1747; † 1787), dänischer Hauptmann